# Construction identitaire
Le présent article traite du concept de construction identitaire tel que communément entériné par le milieu de l’éducation de langue française du Canada, particulièrement depuis 2006.
Ce consensus autour du concept de la construction identitaire en milieu éducatif de langue française découle en grande partie d’un travail réalisé par l’Association canadienne d’éducation de langue française (ACELF) qui, en février 2006, a publié une définition et un modèle inédits de la construction identitaire. Derrière ce travail s’inscrivait notamment l’objectif de faciliter les discussions dans le milieu, au sein duquel le défi de la construction identitaire occupait une place de plus en plus grande :

« Le concept de la construction identitaire occupe, depuis quelques années, un espace grandissant au sein des discussions des intervenantes et des intervenants en éducation. Ayant participé à plusieurs de ces discussions un peu partout au pays, l’ACELF a réalisé de plus en plus clairement que l’identité et la construction identitaire sont des questions extrêmement complexes dont la compréhension varie beaucoup d’une personne à l’autre. Souvent, des mêmes mots, émergent des significations très différentes, et même divergentes. Aussi, afin d’apporter un apport significatif à cette large réflexion, l’ACELF a décidé de mettre à contribution son vaste réseau de membres et de collaborateurs pour élaborer une vision cohérente de la construction identitaire. […] Nous désirons diffuser ce cadre [d’orientation] auprès de nos partenaires des milieux éducatifs francophones en espérant qu’il pourra être utile à l’élaboration d’une vision partagée de la construction identitaire. »

C’est ainsi que, depuis sa publication et sa diffusion en 2006, la définition de la construction identitaire proposée par l’ACELF est devenue une référence majeure pour les diverses instances du milieu, qui s’y réfèrent dans leurs interventions visant à soutenir le réseau éducatif de langue française au Canada. Notamment :« Le ministère de l’Éducation se fonde sur les travaux de l’Association canadienne d’éducation en langue française (ACELF) concernant la construction identitaire pour animer le dialogue sur l’orientation des interventions pour l’appropriation de la culture dans les écoles de langue française. À cet égard, la lecture du Cadre d’orientation en construction identitaire de l’ACELF (2006) […] est incontournable car elle permet de parler un langage commun et de progresser dans la recherche de solutions aux défis que pose la construction identitaire en milieu minoritaire. » (Ministère de l’Éducation de l’Ontario, Une approche culturelle de l’enseignement pour l’appropriation de la culture dans les écoles de langue française de l’Ontario. Cadre d’orientation et d’intervention, document accompagnant l’Énoncé de politique et directives sur l’admission, l’accueil et l’accompagnement des élèves dans les écoles de langue française de l’Ontario, 2009),,,.

## Définition et modèle
La définition du concept de la construction identitaire formulée par l’ACELF se formule comme suit :
« La construction identitaire est un processus hautement dynamique au cours duquel la personne se définit et se reconnaît par sa façon de réfléchir, d’agir et de vouloir dans les contextes sociaux et l’environnement naturel où elle évolue. »

Le modèle illustrant le concept de la construction identitaire comporte quatre éléments fondamentaux : la personne en démarche identitaire, les passerelles d’interaction (réfléchir, agir, vouloir), les contextes sociaux dans lesquels la personne évolue, l’environnement naturel où interagissent les contextes sociaux et la personne.
Ce modèle montre que deux mouvements se jouent au cœur du processus : un mouvement intérieur à la personne (les élans de sa propre nature) et un mouvement de l’extérieur (influence des contextes sociaux et de l’environnement naturel). Ce double mouvement est représenté par les flèches à deux directions (réfléchir, agir, vouloir). Par ailleurs, la personne figure au centre du modèle, car c’est elle qui est le moteur du processus grâce justement à son aptitude à réfléchir, à agir et à vouloir.
Modèle de la construction identitaire 
Bien que, dans le contexte du réseau éducatif francophone canadien, la définition et le modèle s’appliquent de façon particulière à la construction identitaire francophone, ils ont été libellés avec l’objectif de « pouvoir s’appliquer à la construction identitaire d’un être humain partout sur la planète ». De même, « nous devons garder à l’esprit que l’indicateur à la fois linguistique et culturel qu’est le terme francophone ne recouvre que l’une des constituantes de l’identité. Beaucoup d’autres strates identitaires composent la personne et font partie intégrante de son identité globale. Pensons, notamment, aux identités sociale, familiale, sexuelle, politique, professionnelle et religieuse. »

## Lien avec le contexte sociopolitique
Pour comprendre l’importance que revêt la construction identitaire dans les milieux éducatifs des communautés francophones du Canada, il est utile de se référer à une dimension sociopolitique du Canada : ces communautés francophones, de tailles variables et dispersées de façon inégale dans toutes les provinces et tous les territoires du pays, évoluent au sein d’une anglophonie majoritaire.
De cette situation découle un défi qui les rejoint toutes : celui de maintenir leur vitalité et d’assurer leur pérennité. Depuis 1982, l’article 23 de la Charte canadienne des droits et libertés confère le droit à l’instruction dans la langue de la minorité. Le réseau scolaire des communautés francophones, depuis lors autonome dans sa gestion, peut donc offrir à sa population une éducation continue en français. Cet acquis confère à l’éducation dispensée par les communautés francophones un rôle important dans la transmission de la langue et de la culture d’expression française.
Depuis, les acteurs des divers milieux éducatifs de langue française déploient un effort de concertation soutenu afin de maximiser les retombées positives de leurs actions. En 2005, la Fédération nationale des conseils scolaires francophones a organisé un rassemblement pancanadien visant l’adoption d’un plan d’action intégré en éducation de langue française. De cette rencontre, et du plan d’action qui a suivi, découle notamment aujourd’hui la Table de l’axe l’action culturelle et identitaire, que l’ACELF copréside avec la Fédération culturelle canadienne-française, et où il est spécifiquement question de la construction identitaire des jeunes francophones.
La citation suivante, tirée d’une publication de l’ACELF, résume bien la vision dans laquelle s’enracine l’intervention en construction identitaire dans les milieux éducatifs francophones : « Le français n’est pas qu’un moyen d’apprendre des matières scolaires; il est aussi une façon d’exprimer qui l’on est par ses réflexions, ses actions et sa volonté. Pour nous, favoriser l’intégration positive du français dans le vécu de l’élève constitue une excellente façon de soutenir son appartenance et de susciter son engagement au sein de la francophonie locale, nationale et internationale. Sans construction identitaire, l’école de langue française perd sa raison d’être. »